# Internazionali d'Italia 1993
Gli Internazionali d'Italia 1993 sono stati un torneo di tennis giocato sulla terra rossa.
È stata la 50ª edizione degli Internazionali d'Italia, che fa parte della categoria ATP Super 9 nell'ambito dell'ATP Tour 1993,
e della Tier I nell'ambito del WTA Tour 1993.
Sia che il torneo maschile che quello femminile si sono giocati al Foro Italico di Roma in Italia.

## Campioni

### Singolare maschile
Jim Courier ha battuto in finale  Goran Ivanišević con il punteggio di 6–1, 6–2, 6–2

### Singolare femminile
Conchita Martínez ha battuto in finale  Gabriela Sabatini con il punteggio di 7–5, 6–1

### Doppio maschile
Jacco Eltingh /  Paul Haarhuis hanno battuto in finale  Wayne Ferreira /  Mark Kratzmann con il punteggio di 6–4, 7–6

### Doppio femminile
Jana Novotná /  Arantxa Sánchez Vicario hanno battuto in finale  Mary Joe Fernández /  Zina Garrison con il punteggio di 6–4, 6–2